# Bwitonatus
Bwitonatus is een geslacht van hooiwagens uit de familie Assamiidae.
De wetenschappelijke naam Bwitonatus is voor het eerst geldig gepubliceerd door Roewer in 1950. 

## Soorten
Bwitonatus is monotypisch en omvat slechts de volgende soort:
- Bwitonatus marlieri